# 22842 Alenashort
22842 Alenashort è un asteroide della fascia principale. Scoperto nel 1999, presenta un'orbita caratterizzata da un semiasse maggiore pari a 2,5312927 UA e da un'eccentricità di 0,0642857, inclinata di 2,77276° rispetto all'eclittica.